# Cornulella purpurea
Cornulella purpurea är en svampdjursart som först beskrevs av Hancock 1849.  Cornulella purpurea ingår i släktet Cornulella och familjen Acarnidae.
Artens utbredningsområde är Indiska oceanen. Inga underarter finns listade i Catalogue of Life.